# Обнога
Обно́га — заповідне урочище (лісове) місцевого значення в Україні. Розташоване в межах Сколівського району Львівської області, на південний схід від села Верхня Рожанка.
Площа 314 га. Статус надано згідно з рішенням Львівського облвиконкому № 34 від 01.02.1991 року. Перебуває у віданні ДП «Славський лісгосп» (Рожанське лісництво, кв. 41, 42).
Статус надано з метою збереження цінних природних ландшафтів, вкритих буковими і смерековими насадженнями та зелено-вільховим криволіссям. Урочище лежить на північних схилах Верховинського Вододільного хребта.

## Галерея

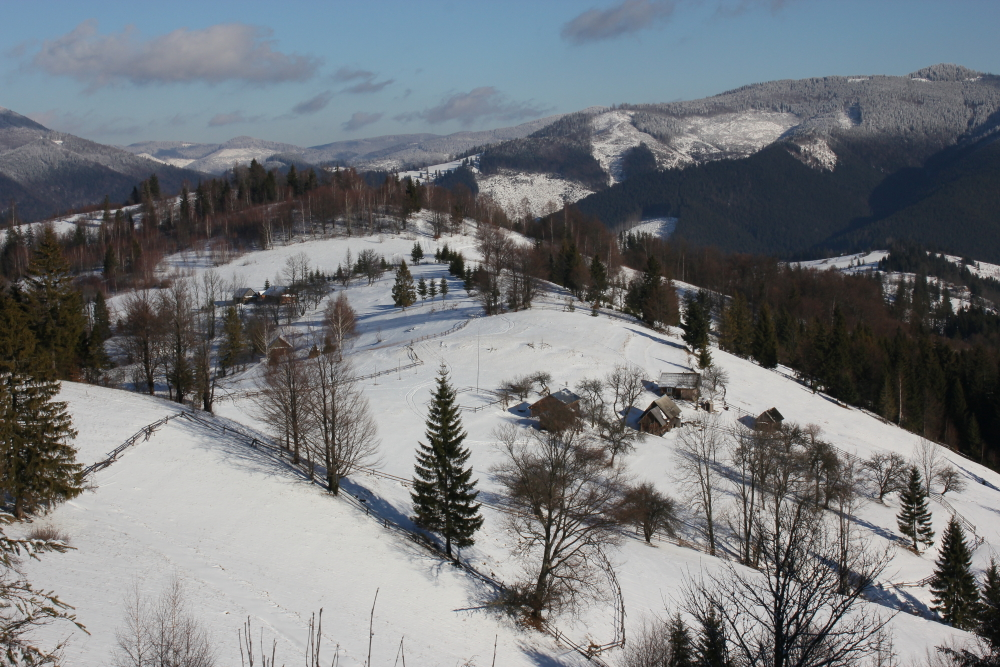
Краєвид на урочище взимку
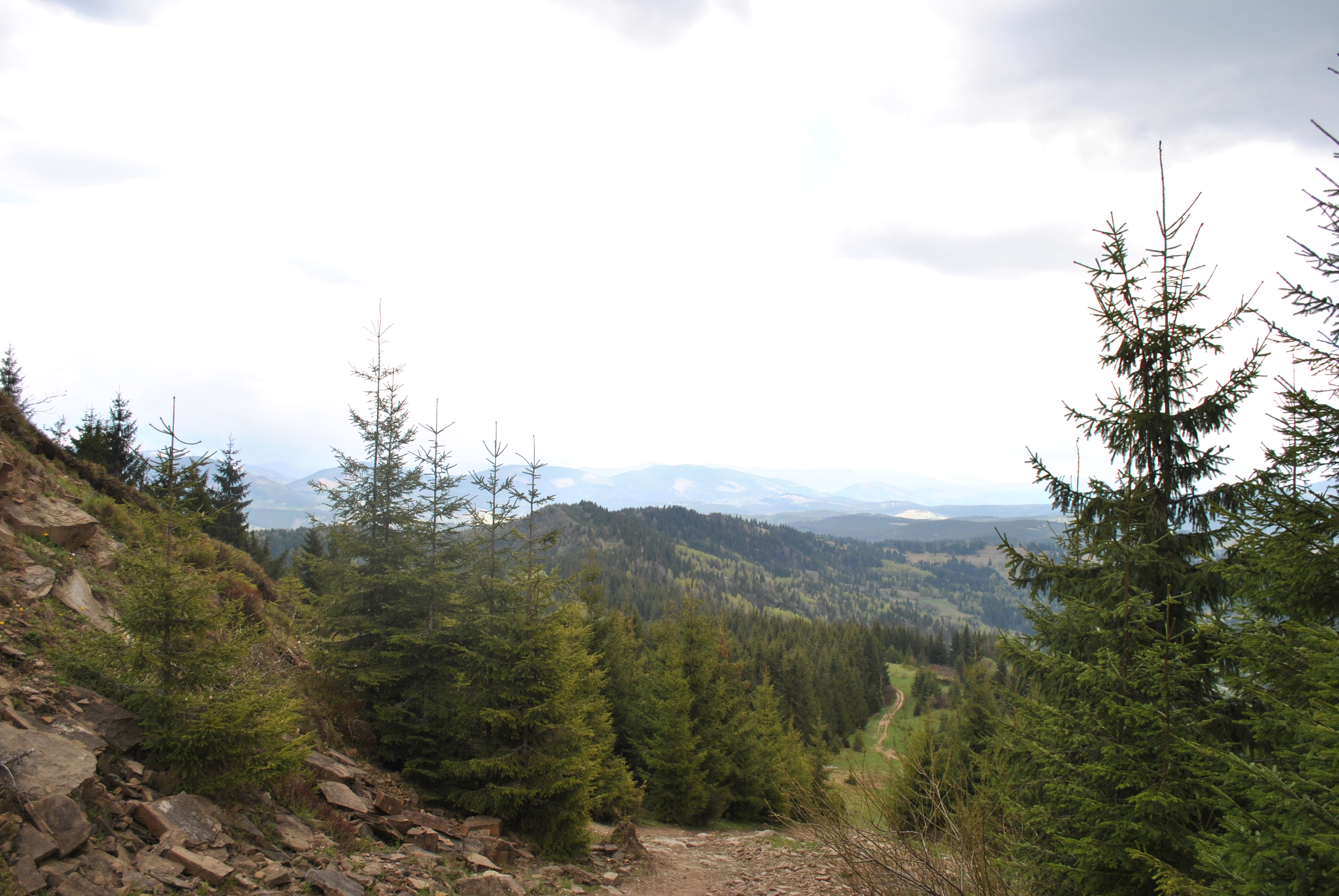